# Abarth 1000 GT Coupé
O Abarth 1000 GT Coupé ou Alfa Romeo 1000 Abarth GT Bertone Coupé é um automóvel esportivo produzido na Itália pelo construtor Abarth em colaboração com a Alfa Romeo e designado por Franco Scaglione da Bertone. O modelo foi lançado em 1958, e era equipado com um motor em linha de 1.0 litros com disposição OHC da Alfa Romeo, desenvolvia uma potência máxima de 87 hp (64,9 kW).
Apesar de ter um motor aparentemente fraco o veículo era rápido devido ao seu baixo peso de apenas 640 kg (1 410 lb), atingia os 200 km/h (124 mph).
Somente três unidades do modelo foram produzidas, sendo que dois foram danificados em testes na Alemanha, após este fato o projeto do automóvel foi abandonado.

## Re-carroçado por Colani
Os dois modelos avariados nos testes de AVUS foram re-trabalhados pelo jovem designer Luigi Colani e receberam carrocerias de fibra de vidro e motorizados com um motor de 1.3 litros atualizado Giulietta Veloce.